# Zao号

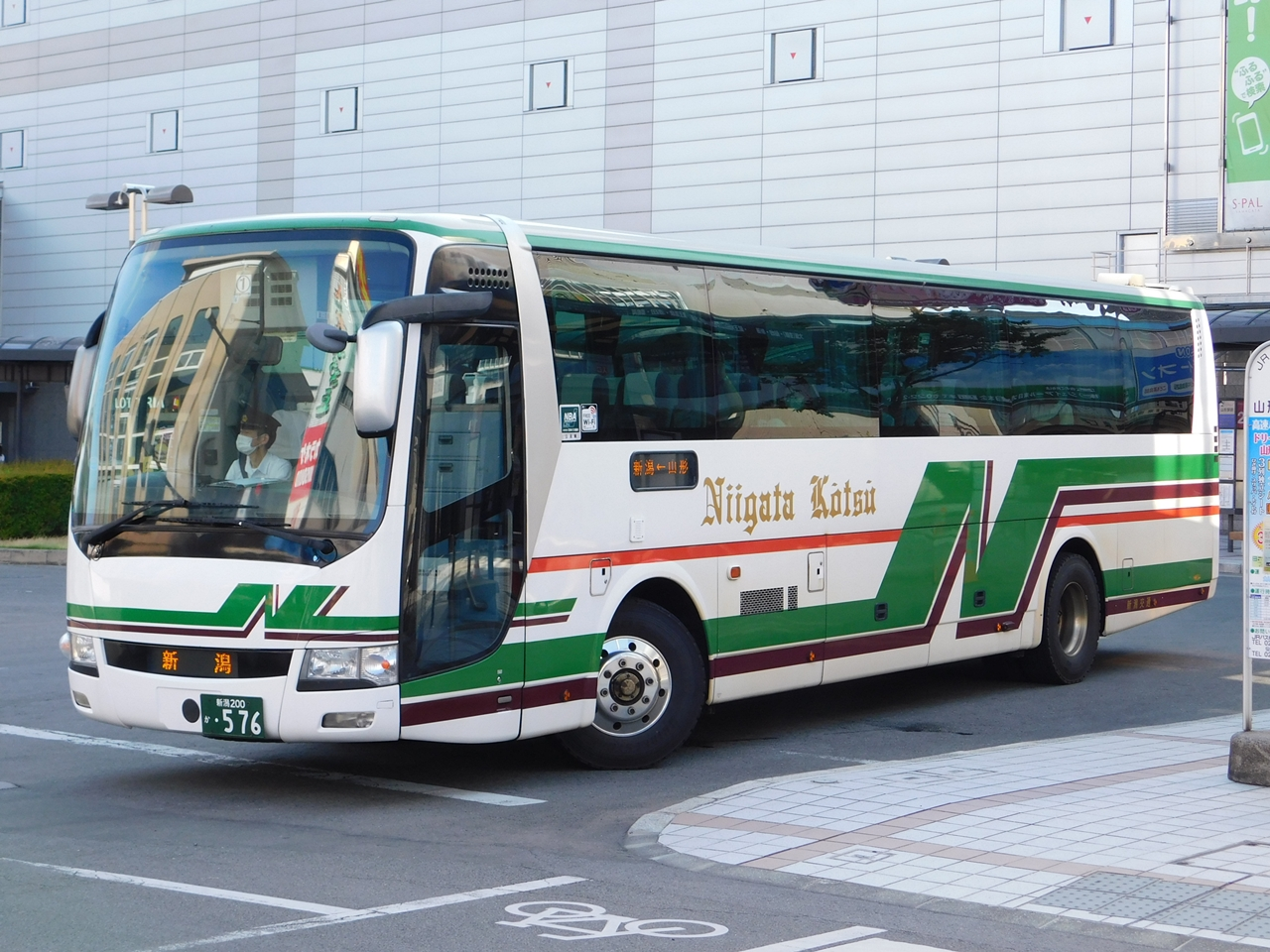
新潟 - 山形線（新潟交通）

Zao号（ざおうごう）は、山形県山形市と新潟県新潟市とを結ぶ高速バス路線の愛称である。

## 概説

新潟県・県外高速バス路線図。右上のピンク色の路線が本路線である。

かつて山形から新潟へはJR米坂線経由の急行「べにばな」が直通運転していた。
しかし「べにばな」は一旦米沢駅まで南下して、その後北上する遠回りの経路を経由しており、また老朽化した車両を使用しているなど乗客サービスの面で劣っている事や、翌1991年からは奥羽本線が山形新幹線開通に向けた改軌工事を実施するため、従前の気動車が米沢以北へ乗り入れることができず、直通で結ぶ列車が運行できなくなる事などから、山形交通（当時）と新潟交通は長距離バス路線としての需要があると判断し、国道113号を経由して両市を結ぶ路線を1990年7月に開設した。
なお、バスロケーションシステム「にいがたバス-i」が導入されている。

## 運行会社
- 山交バス（山形営業所）
- 新潟交通（新潟東部営業所）

## 停車停留所
本路線は、クローズドドアシステムの設定が非常に複雑になっている。山形市内、上山市内5箇所、新潟市内2箇所から乗車した場合はどの降車可能バス停でも降車できる。なお、山形・新潟発とも山交ビルバスターミナル→山形駅前の順に停車する。
▼…山形発は乗車のみ扱い
▽…山形発は降車のみ扱い
▲…新潟発は乗車のみ扱い
△…新潟発は降車のみ扱い
◆…両方面とも乗降可
♯…休憩停車を行う道の駅
∥…非経由、もしくは通過
備考欄に※印の特記がない停留所
…山形発新潟行は、南陽市役所前以西の全停留所で降車可
…新潟発山形行は、西野以東の全停留所で降車可
| 停車停留所 休憩箇所                 | 停車停留所 休憩箇所                 | 所在地 | 所在地         | 所在地         | 乗降区分 | 乗降区分 | 備考                                                                          |
| 停車停留所 休憩箇所                 | 停車停留所 休憩箇所                 | 所在地 | 所在地         | 所在地         | 新潟行   | 山形行   | 備考                                                                          |
| ----------------------------------- | ----------------------------------- | ------ | -------------- | -------------- | -------- | -------- | ----------------------------------------------------------------------------- |
| 山交ビルバスターミナル              | 山交ビルバスターミナル              | 山形県 | 山形市         | 山形市         | ▼        | ∥        | 山形発は4番のりば発                                                           |
| 山形駅前                            | 山形駅前                            | 山形県 | 山形市         | 山形市         | ▼        | △        | 山形発は1番のりば発                                                           |
| 山交ビルバスターミナル              | 山交ビルバスターミナル              | 山形県 | 山形市         | 山形市         | ∥        | △        |                                                                               |
| 鉄砲町                              | 鉄砲町                              | 山形県 | 山形市         | 山形市         | ▼        | △        |                                                                               |
| リナワールド前                      | リナワールド前                      | 山形県 | 上山市         | 上山市         | ▼        | △        | 新潟交通便のみ停車                                                            |
| 高松葉山温泉 （山交バス上山営業所） | 高松葉山温泉 （山交バス上山営業所） | 山形県 | 上山市         | 上山市         | ▼        | △        |                                                                               |
| 南陽市役所前                        | 南陽市役所前                        | 山形県 | 南陽市         | 南陽市         | ◆        | ◆        |                                                                               |
| 飯豊めざみの里                      | 飯豊めざみの里                      | 山形県 | 西置賜郡飯豊町 | 西置賜郡飯豊町 | ◆        | ◆        |                                                                               |
| 小国町役場前                        | 小国町役場前                        | 山形県 | 西置賜郡小国町 | 西置賜郡小国町 | ◆        | ◆        |                                                                               |
| （道の駅白い森おぐに）              | （道の駅白い森おぐに）              | 山形県 | 西置賜郡小国町 | 西置賜郡小国町 | ＃       | ＃       | 10分間                                                                        |
| 下関                                | 下関                                | 新潟県 | 岩船郡関川村   | 岩船郡関川村   | ◆        | ◆        |                                                                               |
| 日東道                              | 加治川紫雲寺                        | 新潟県 | 新発田市       | 新発田市       | ◆        | ◆        |                                                                               |
| 日東道                              | 聖籠新発田                          | 新潟県 | 北蒲原郡聖籠町 | 北蒲原郡聖籠町 | ◆        | ◆        |                                                                               |
| 日東道                              | 葛塚                                | 新潟県 | 新潟市         | 北区           | ◆        | ◆        |                                                                               |
| 日東道                              | 西野                                | 新潟県 | 新潟市         | 江南区         | ◆        | ◆        |                                                                               |
| 新潟駅前                            | 新潟駅前                            | 新潟県 | 新潟市         | 中央区         | ▽        | ▲        | 新潟発は万代口・東大通14番バスのりば発 山形発は帝石ビル前着                   |
| 万代シテイバスセンター              | 万代シテイバスセンター              | 新潟県 | 新潟市         | 中央区         | ▽        | ▲        | 新潟発は7番線（構内ロータリー）発 山形発は11 - 13番線（東港線沿いバスベイ）着 |

## 運行経路
国道112号 - 国道13号 - 国道113号 - （荒川胎内インターチェンジ） - 日本海東北自動車道 - （新潟亀田インターチェンジ） - 国道49号亀田バイパス - 国道7号栗ノ木バイパス・明石通 - 新潟県道33号新潟停車場線・国道7号（東大通）

## 運行回数
- 1日2往復（各社1往復ずつ）

## 運賃
※主要区間の運賃（2014年4月1日より）。その他の区間の運賃は公式サイトを参照のこと。
- 山形 - 新潟間：片道3,980円、往復割引7,100円（10日以内）
- 山形 - 小国間：片道2,200円
- 新潟 - 小国間：片道1,990円

## 沿革
- 1990年（平成2年）7月5日 - 運行開始[2][3]。
  - 運行当初、新潟県北蒲原郡中条町（現胎内市）と新潟市の間は国道7号を経由していた。
  - 運行経路：山交ビル - 高松葉山温泉 - 赤湯待合所 - 小国町役場前 - 下関営業所 - 中条営業所 - 新発田城北町 - 新潟駅前 - 万代シテイバスセンター
- 1991年（平成3年）10月1日 - 飯豊町バス停に停車開始[4]。
- 2002年（平成14年）10月21日 - 日本海東北道開通に伴い、中条IC - 新潟亀田IC間は同道経由に変更。加治川紫雲寺BS、聖籠新発田BS、葛塚BS停車開始、新発田城北町停留所廃止。中条地区の停留所を中条営業所から国道7号上に移設。
- xxxx年xx月xx日 - 西野BS停車開始。
- 2006年（平成18年）
  - 5月1日 - 飯豊町内の停留所を国道113号沿いの工業団地内から、道の駅いいでに移設。
  - 7月1日 - 山交バス赤湯待合所の廃止に伴い、南陽市役所前に停留所を移設。
  - 12月1日 - 原油価格の高騰に伴い、運賃を値上げ。
- 2010年（平成22年）4月1日 - 中条バス停廃止。胎内BS新設。
- 2011年（平成23年）4月1日 - この日より山形駅前にも停車。新潟行は山交ビルバスターミナル発山形駅前経由、山形行は山交ビルバスターミナル経由山形駅前着に変更。
- 2019年（令和元年）10月1日 - 消費税増税等に伴う運賃改定[5][6]。
- 2020年（令和2年）
  - 3月31日 - 胎内BS廃止[7]。
  - 4月1日 - リナワールドバス停新設[7]。
  - 4月25日 - 新型コロナウイルス感染症（COVID-19）の影響により、この日より当面の間運休[8][9]。
  - 6月1日 - この日より運行を再開[10][11]。
- 2021年（令和3年）10月15日 - 南陽市役所前～西野間に乗降可能区間が拡大[12]。
- 2022年（令和4年）
  - 1月31日 - この日より当面の間運休[13][14]。
  - 10月4日 - この日より全便の運行を再開[15]。

## 利用状況
| 年度               | 運行日数 | 運行便数 | 年間輸送人員 | 1日平均人員 | 1便平均人員 |
| ------------------ | -------- | -------- | ------------ | ----------- | ----------- |
| 2002（平成14）年度 | 365      | 1,460    | 18,822       | 51.6        | 12.9        |
| 2003（平成15）年度 | 365      | 1,464    | 19,706       | 53.8        | 13.5        |
| 2004（平成16）年度 | 365      | 1,460    | 21,594       | 59.2        | 14.8        |
| 2005（平成17）年度 | 365      | 1,456    | 21,984       | 60.4        | 15.1        |
| 2006（平成18）年度 | 365      | 1,462    | 21,513       | 58.9        | 14.7        |
| 2007（平成19）年度 | 366      | 1,464    | 21,057       | 57.5        | 14.4        |

## 車両
- 原則として化粧室付き4列シート定員34名車両で運行。